# Linia (gromada)
Linia – dawna gromada, czyli najmniejsza jednostka podziału terytorialnego Polskiej Rzeczypospolitej Ludowej w latach 1954–1972.
Gromady, z gromadzkimi radami narodowymi (GRN) jako organami władzy najniższego stopnia na wsi, funkcjonowały od reformy reorganizującej administrację wiejską przeprowadzonej jesienią 1954 do momentu ich zniesienia z dniem 1 stycznia 1973, tym samym wypierając organizację gminną w latach 1954–1972.
Gromadę Linia z siedzibą GRN w Lini utworzono – jako jedną z 8759 gromad na obszarze Polski – w powiecie wejherowskim w woj. gdańskim na mocy uchwały nr 26/III/54 WRN w Gdańsku z dnia 5 października 1954. W skład jednostki weszły obszary dotychczasowych gromad Linia, Niepoczołowice, Zakrzewo i Kętrzyno ze zniesionej gminy Strzepcz w powiecie wejherowskim, obszar dotychczasowej gromady Osiek ze zniesionej gminy Rozłazino w powiecie lęborskim oraz miejscowość Potęgowo z dotychczasowej gromady Kamieński Młyn ze zniesionej gminy Sierakowice i miejscowość Kobylasz z dotychczasowej gromady Mirachowo ze zniesionej gminy Sianowo w powiecie kartuskim – w tymże województwie. Dla gromady ustalono 19 członków gromadzkiej rady narodowej. Była to jedna z nielicznych gromad, której obszar przeciął granice dawnych zaborów.
Gromada przetrwała do końca 1972 roku, czyli do kolejnej reformy gminnej. 1 stycznia 1973 w powiecie wejherowskim utworzono gminę Linia.